# Daniel Pecqueur
Pour les articles homonymes, voir Pecqueur.
Daniel Pecqueur, né le 28 avril 1948 à Rouen, est un scénariste de bande dessinée français.

## Biographie
Actif depuis le début des années 1980, il a notamment écrit pour Nicolas Malfin la série de science-fiction à succès Golden City, dont les onze volumes ont été publiés par Delcourt entre 1999 et 2011.
Daniel Pecqueur est le frère de l'acteur et comédien Mario Pecqueur.

## Bandes dessinées publiées
Daniel Pecqueur est scénariste de toutes ces bandes dessinées. Sauf précision, son collaborateur est dessinateur.
- Légendes du Chevalier Cargal, avec Gil Formosa, Dargaud, coll « Histoires fantastiques » :

1. La Tombe du borgne, 1982.
2. Manhawar, 1984.
3. Le Troisième Monde, 1987.
4. Le Maître de Brumazar, 1989.

- Thomas Noland, avec Franz, Dargaud :

1. La Glaise des cimetières, 1984.
2. Race de chagrin, 1984.
3. L'Orphelin des étoiles, 1987.
4. Les Naufragés de la jungle, 1989.
5. Le Goéland, 1998.

- Marée basse, avec Jean-Pierre Gibrat, Dargaud, coll. « Long-Courrier », 1996.
- Tao Bang, avec Olivier Vatine (scénario), Didier Cassegrain et Fred Blanchard (dessin), Delcourt, coll. « Terre de Légende », 2 volumes, 1999-2005.
- Golden City, avec Nicolas Malfin, Delcourt, coll. « Neopolis », 15 volumes, 1999- (en cours).
- Golden Cup, avec Alain Henriet, Delcourt, coll. « Long métrage, Neopolis », 6 volumes, 2003-2015.
- Angela, avec Olivier Vatine (dessin et scénario) et Isabelle Rabarot (couleur), Delcourt, coll. « Conquistador », 2006.
- Arctica, avec Bojan Kovačević, Delcourt, coll. « Neopolis » :

1. Dix mille ans sous les glaces, 2007
2. Mystère sous la mer, 2008
3. Le Passager de la préhistoire, 2009
4. Révélations, 2010
5. Destination Terre, 2013
6. Les Fugitifs, 2014
7. Le Messager du Cosmos, 2015
8. Ultimatum, 2016
9. Commando noir, 2017
10. Le Complot, 2019
11. Invasion, 2020
12. Le dernier Homme, 2022

- Yiya, avec Vukašin Gajić, Delcourt, coll. « Neopolis » :

1. Le Mangeur de chagrin, 2011.